# Ralf-Norbert Bartelt

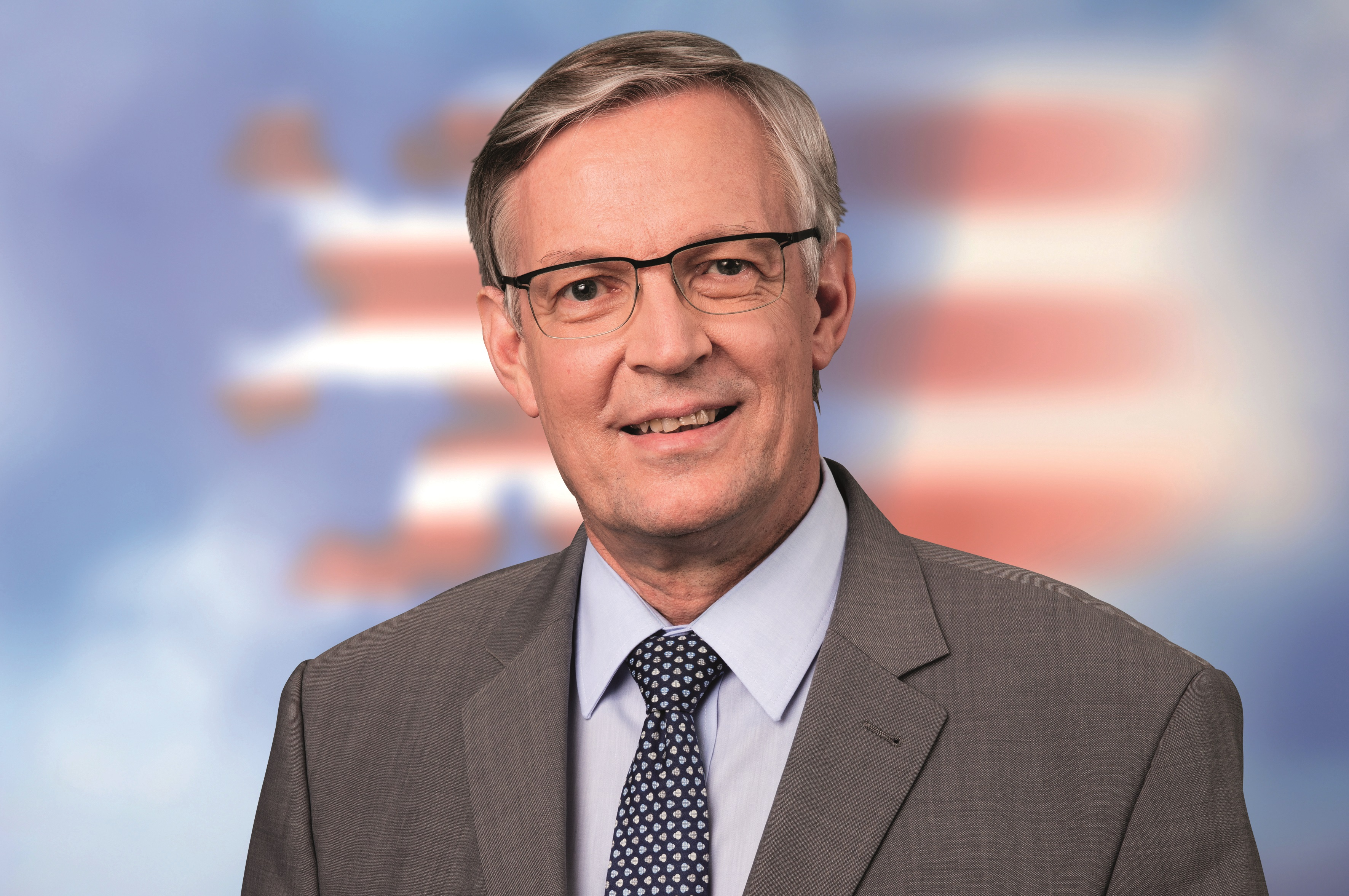
Ralf-Norbert Bartelt (2019)

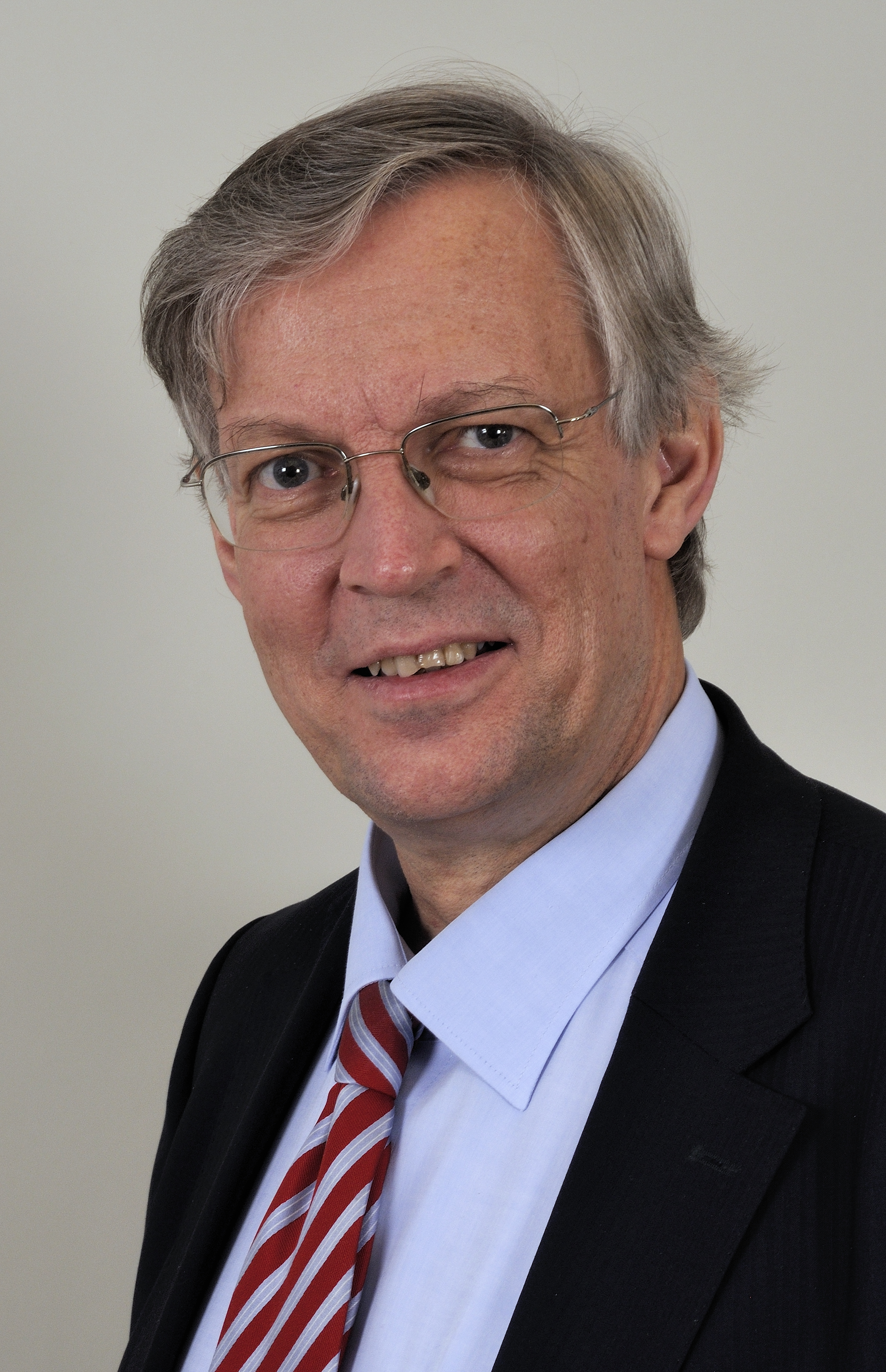
Ralf-Norbert Bartelt (2013).

Ralf-Norbert Bartelt (* 4. Juli 1956 in Frankfurt am Main) ist ein deutscher Politiker (CDU) und seit 2008 Abgeordneter des Hessischen Landtags.

## Ausbildung und Beruf
Ralf-Norbert Bartelt studierte nach dem Abitur 1974 an der Ernst-Reuter-Schule Medizin in Frankfurt am Main und schloss das Studium 1981 ab. Zwischen 1982 und 1986 arbeitete er als Wissenschaftlicher Assistenzarzt an der Hautklinik der Universitätsklinik Frankfurt und legte 1986 die Facharztprüfung als Hautarzt mit dem Spezialgebiet Allergologie ab. Von 1986 bis 2008 war er mit einer eigenen Hautarztpraxis in Frankfurt-Höchst selbstständig tätig.

## Politik
Ralf-Norbert Bartelt ist seit 1975 Mitglied der CDU. In der CDU ist er in vielen Vorstandsämtern aktiv. So war er 1990 bis 2005 Vorsitzender der CDU Heddernheim und ist seit 2004 stellvertretender Kreisvorsitzender CDU Frankfurt. Weiterhin ist er seit 1987 Mitglied in den Vorständen der CDU Mittelstandsvereinigung auf Kreisebene und Landesebene.
Kommunalpolitisch war er 1977 bis 1990 als Mitglied im Ortsbeirat 8 und zwischen 2001 und 2006 als Stadtverordneter tätig. Von 2006 bis 2008 war er ehrenamtlicher Stadtrat der Stadt Frankfurt.
Zwischen 1989 und 2001 war er Mitglied im Verbandstag des Umlandverbandes Frankfurt. Dort war er 1995 bis 2001 Vorsitzender des Umweltausschusses und 1995 bis 1999 stellvertretender Fraktionsvorsitzender der CDU. Seit 2006 ist er Vorsitzender der Verbandskammer des Planungsverbands.
Mit der Landtagswahl in Hessen 2008 wurde er am 27. Januar 2008 für den Wahlkreis Frankfurt am Main III in den Hessischen Landtag gewählt. Bei der vorgezogenen Landtagswahl in Hessen 2009 verteidigte er seinen Wahlkreis, ebenso bei der Landtagswahl in Hessen 2013, bei der er in seinem Wahlkreis 40,4 % der Erststimmen erhielt und bei der Landtagswahl in Hessen 2018, bei der er allerdings nur noch 27,3 % der Erststimmen bekam. Bei der Landtagswahl in Hessen 2023 verteidigte er seinen Wahlkreis mit 31,2 % der Erststimmen. Er ist stellvertretender Vorsitzender der Landtagsfraktion. Von 2009 bis 2018 war Bartelt sozialpolitischer Sprecher der Landtagsfraktion.

## Kontroversen
Am 26. Juni 2025 geriet ein Instagram-Video der hessischen CDU von Bartelt in die Kritik. Das Video erläuterte einen Gesetzesentwurf im Landtag, nach welchem schwer psychiatrisch erkrankte Menschen den Ordnungsbehörden gemeldet werden müssten. Anknüpfungspunkt der Kritik war die pauschalisierte Stigmatisierung psychisch Erkrankter. Kommentare unter dem Instagram-Video zogen Vergleiche zur Behandlung psychisch Erkrankter während der NS-Zeit. Bartelt erklärte am 2. Juli 2025, dass er dieses Video nicht nochmal veröffentlichen würde, da die Thematik aufgrund der Kürze des Videos missverstanden wurde.